# Stefanie Hahmann
Stefanie Hahmann ist eine deutsche Mathematikerin und Informatikerin. Sie ist Professorin in Grenoble an der Hochschule École nationale supérieure d’informatique et de mathématiques appliquées (ENSIMAG), die zum Polytechnikum Grenoble INP gehört. Ihre Forschungsschwerpunkte sind Computergrafik und geometrische Modellierung.

## Leben
Stefanie Hahmann studierte ab 1984 Mathematik an der Technischen Universität Braunschweig. Sie erwarb dort 1986 einen Bachelor in Mathematik und 1990 einen Master in Mathematik und Informatik. Als Stipendiatin des DAAD ging sie 1988 nach Paris, um an der ENS Cachan und der Universität Paris VI zu studieren, und schloss 1989 mit einem Diplôme d’études approfondies (DEA) in numerischer Analysis von der Universität Paris VI ab. Sie promovierte 1994 in Informatik an der Universität Kaiserslautern mit einer Dissertation über Stabilitätsanalyse von Freiformflächen. Von 1995 bis 2005 war sie außerordentliche Professorin am Grenoble INP. 2001 habilitierte sie sich am Grenoble INP mit der Habilitationsschrift Geometric modeling of smooth surfaces: Design and Fairing. Sie wurde 2006 zur ordentlichen Professorin am Grenoble INP ernannt. Sie forscht beim Forschungsteam ANIMA, das ein gemeinsames Forschungsteam vom Laboratoire Jean Kuntzmann vom CNRS, INRIA, Grenoble INP und Université Grenoble Alpes ist.
Ihre Forschung konzentriert sich auf Computergrafik und geometrische Modellierung. Ihre Forschung findet Anwendung in computergestützten Werkzeugen wie z. B. CAD/CAM für den Entwurf und die Bearbeitung virtueller 3D-Objekte.

## Preise und Auszeichnungen
- 2024: Tosiyasu L. Kunii Distinguished Researcher Award[6]
- 2024: John Gregory Memorial Award[7]
- 2022: Gay-Lussac-Humboldt-Preis[8][9]
- 2019: Fellow of Solid Modeling Association (SMA)[10]
- 2008: Mercator Fellow Deutsche Forschungsgemeinschaft